# Markarian 709
| Mrk 709                                                                        | Mrk 709                 |
| ------------------------------------------------------------------------------ | ----------------------- |
| 2MASS-Aufnahme des Galaxienpaars Mrk 709                                       |                         |
| 2MASS-Aufnahme (ehemaliges JHK-Komposit, fehlerhaft zu Graustufen konvertiert) |                         |
| Beobachtungsdaten Äquinoktium: J2000.0                                         |                         |
| Sternbild                                                                      | Löwe                    |
| Rektaszension                                                                  | 09h 49m 18s             |
| Deklination                                                                    | +16° 52.7′ 0″           |
| Physikalische Daten                                                            |                         |
| Rotverschiebung                                                                | ca. 0,052               |
| Entfernung                                                                     | ca. 210 Mpc ca. 700 MLj |
| Bezeichnungen und Katalogeinträge                                              |                         |
| PGC 28237 • IRAS F09466+1706 • 2MASX J09491806+1652448                         |                         |

Mrk 709 (Markarian 709) ist ein Paar zweier Zwerggalaxien geringer Metallizität, die vermutlich miteinander interagieren. Aufgrund der Rotverschiebung dieses aus den Komponenten Mrk 709 S und Mrk 709 N bestehenden Systems von z = 0,052 kann eine Entfernung von rund 200 Millionen Parsec (rund 700 Millionen Lichtjahre) angenommen werden. In Mrk 709 S wurden durch Reines et al. Hinweise auf ein aktives supermassereiches Schwarzes Loch gefunden; sie schätzten dabei die stellaren Massen der Galaxien zu etwa 2,5 Milliarden Sonnenmassen für Mrk 709 S und zu 1,1 Milliarden Sonnenmassen für Mrk 709 N ab. Mrk 709 gehört mit 10 % der Sonnenmetallizität zu den metallärmsten Galaxien, die Anzeichen für einen aktiven Galaxienkern aufweisen.